# Дунгуань
Дунгуа́нь (кит. упр. 东莞, пиньинь Dōngguǎn) — городской округ в Китае в центре провинции Гуандун. По итогам 2021 года вошёл в престижный Клуб городов-триллионников. 

## География
В округе преобладает холмистый рельеф и слабокислые почвы.

### Климат
В Дунгуане мягкий и влажный субтропический муссонный климат.

### Флора и фауна
На территории округа растёт аквилария, со стволов которой добывают ароматическую и целебную смолу «гуаньсян».

## История
После того, как в 214 году до н.э. эти земли вошли в состав империи Цинь, они стали частью уезда Паньюй. Во времена империи Хань в 201 году до н.э. из уезда Паньюй был выделен уезд Цзэнчэн. Во времена империи Цзинь в 331 году из уезда Цзэнчэн был выделен уезд Баоань (宝安县). Во времена империи Тан уезд Баоань был в 757 году переименован в Дунгуань (东莞县). Во времена империи Сун в 1152 году из уезда Дунгуань был выделен уезд Сяншань. Во времена империи Мин в 1573 году из уезда Дунгуань был выделен уезд Синьань.
После вхождения этих мест в состав КНР был создан Специальный район Чжуцзян (珠江专区), и уезд вошёл в его состав. В 1952 году Специальный район Чжуцзян был расформирован, и уезд перешёл в состав Административного района Юэчжун (粤中行政区), при этом на стыке уездов Баоань, Дунгуань и Чжуншань был создан уезд Юйминь (渔民县). В 1955 году Административный район Юэчжун был упразднён, и уезд перешёл в состав Специального района Хойян (惠阳专区). В 1959 году Специальный район Хойян был расформирован, и уезд перешёл в состав Специального района Фошань (佛山专区). В 1963 году Специальный район Хойян был воссоздан, и уезд вернулся в его состав.
В 1970 году Специальный район Хойян был переименован в Округ Хойян (惠阳地区).
В сентябре 1985 года уезд Дунгуань был преобразован в городской уезд.
Постановлением Госсовета КНР от 7 января 1988 года был расформирован округ Хойян, а Дунгуань был подчинён напрямую властям провинции Гуандун.

## Население
Население городского округа Дунгуань составляет более 10 миллионов человек, многие из которых официально не являются жителями города и считаются временно находящимися в нём для работы на заводах и фабриках.

## Административно-территориальное деление
Городской округ Дунгуань не имеет в своём составе единиц уездного уровня, а делится сразу на единицы волостного уровня — 4 района (приравненные к уличным комитетам) и 28 посёлков.

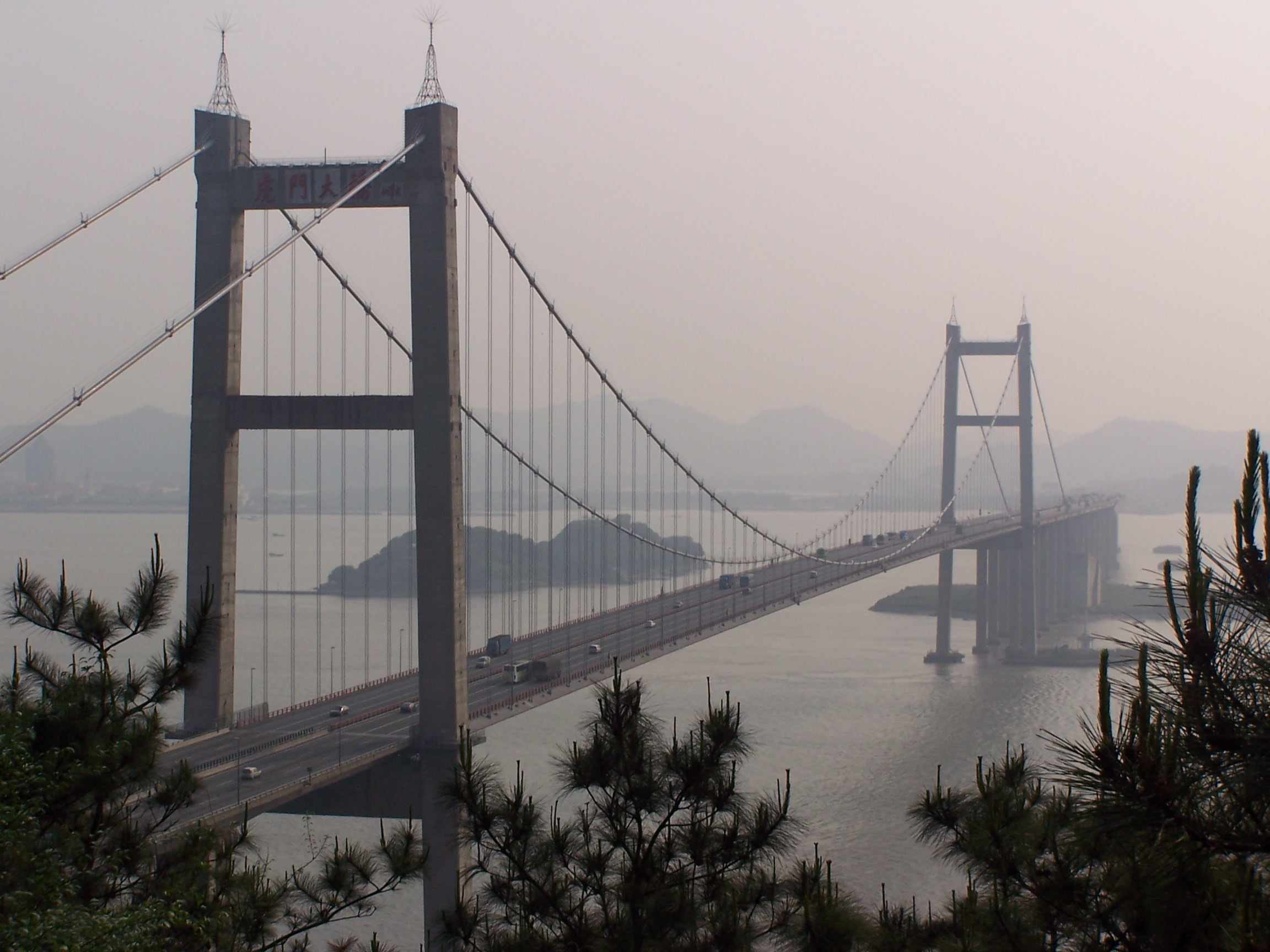
Мост через дельту Жемчужной реки
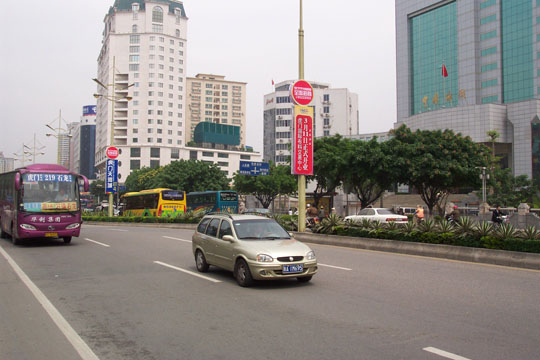
На улице Дунгуаня
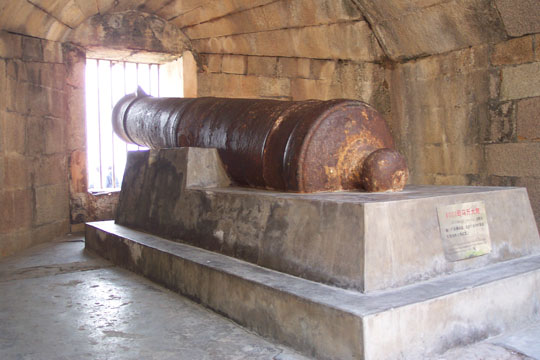
Старинный форт
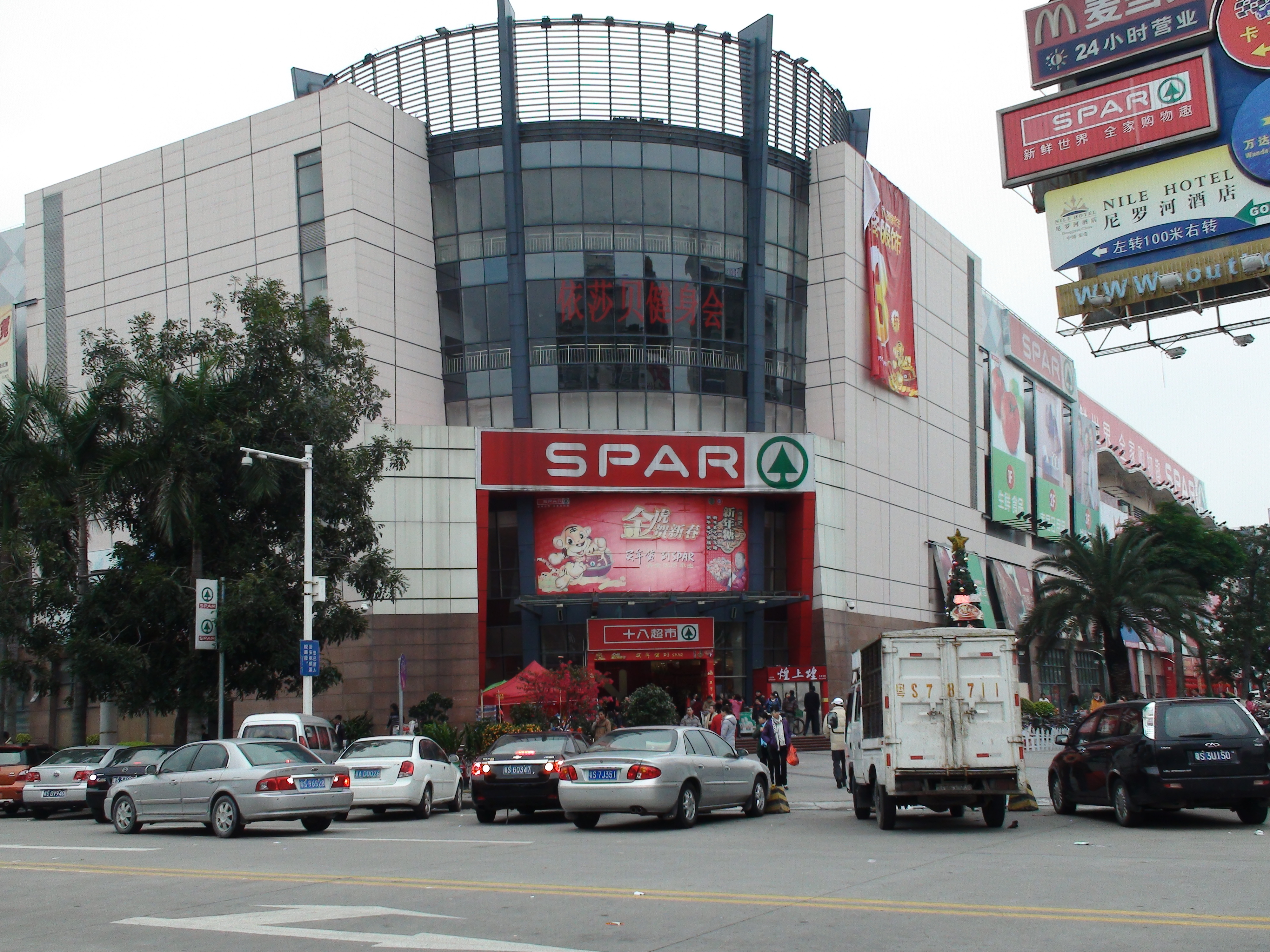
New South China Mall

## Экономика
Дунгуань является крупным промышленным центром, здесь сосредоточены многие предприятия по производству средств связи (особенно смартфонов), бытовой электроники, электронных деталей и компонентов (особенно интегральных схем), промышленного оборудования (в том числе промышленных роботов), автомобилей на новых источниках энергии, пластмасс, мебели, упаковочных материалов, одежды, обуви, головных уборов, игрушек и сувениров. Район Хумэнь является одним из крупнейших центров страны по производству женской одежды, район Чанъань специализируется на производстве различных пресс-форм (в том числе пресс-форм для изготовления автомобильных деталей).

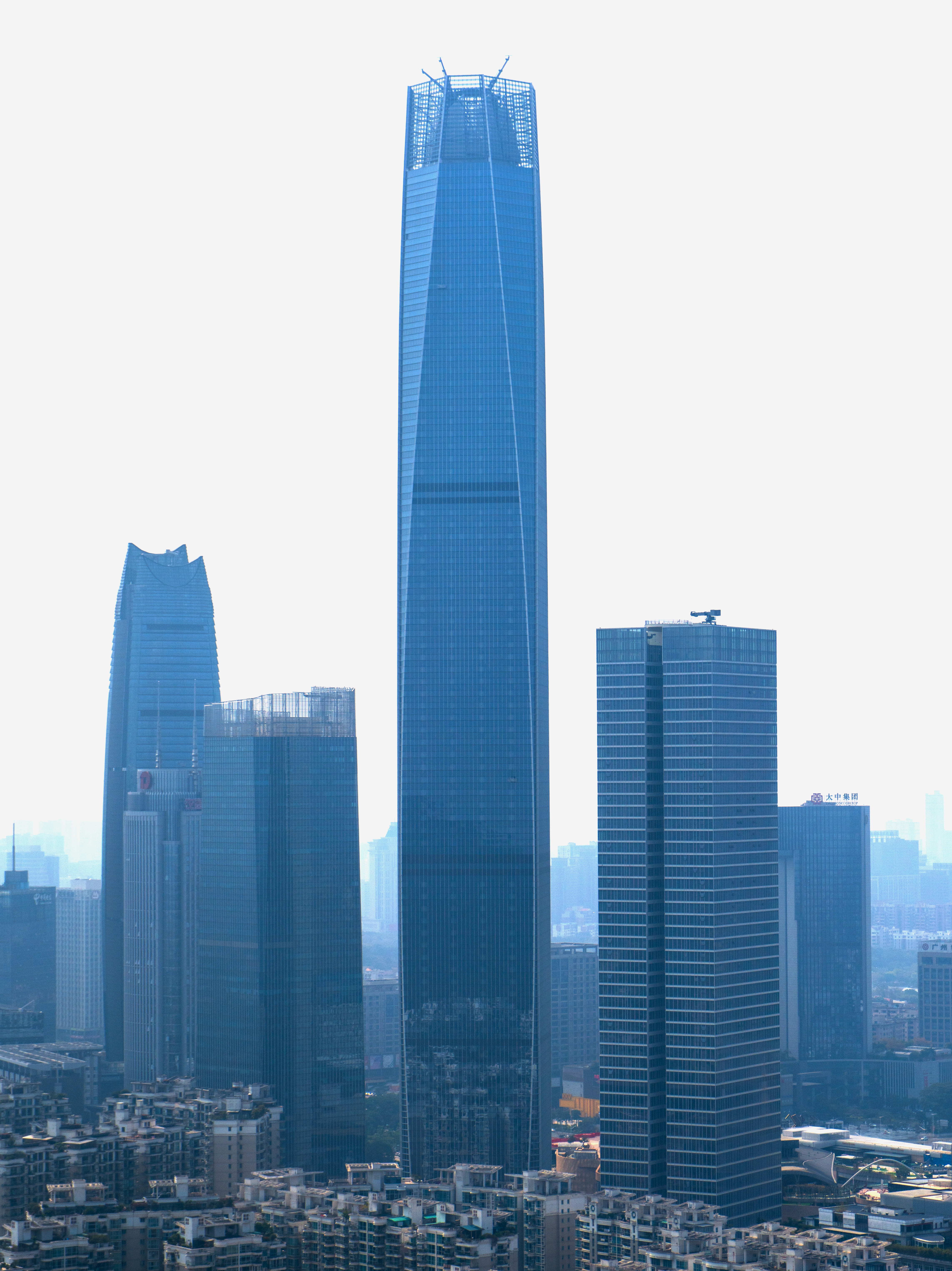
Международный торговый центр

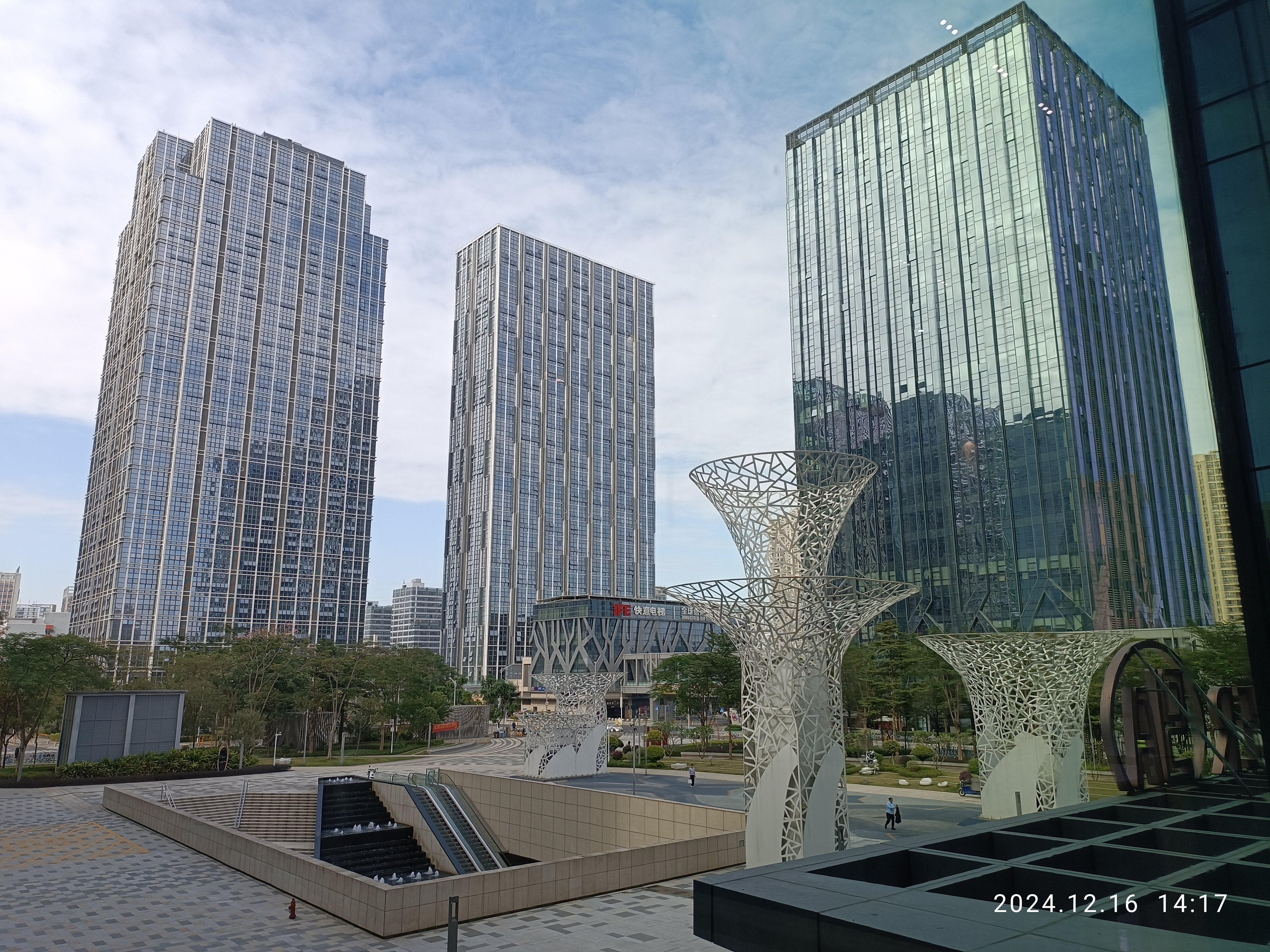
Universal Commerce Center

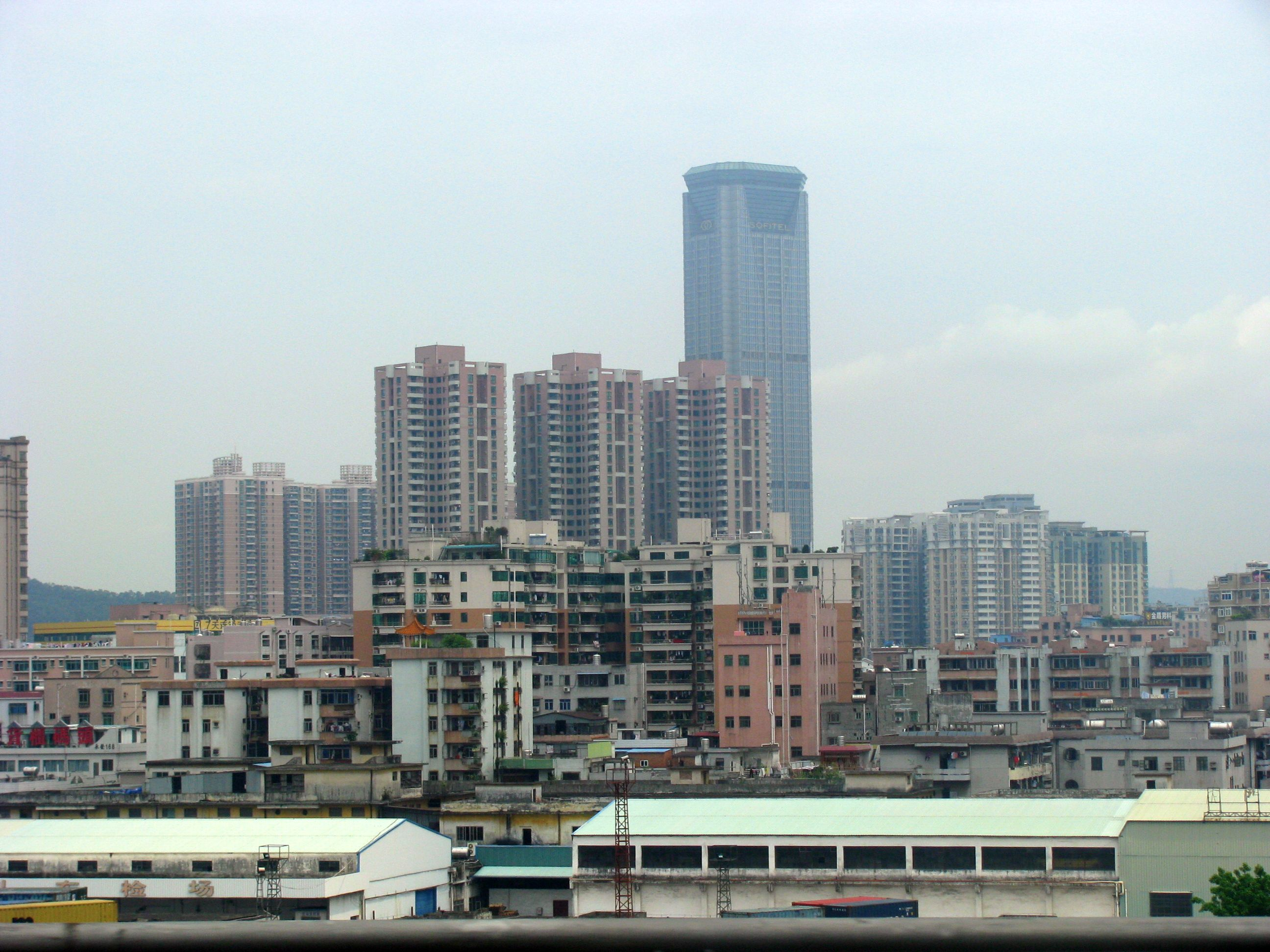
Гостиница Sofitel

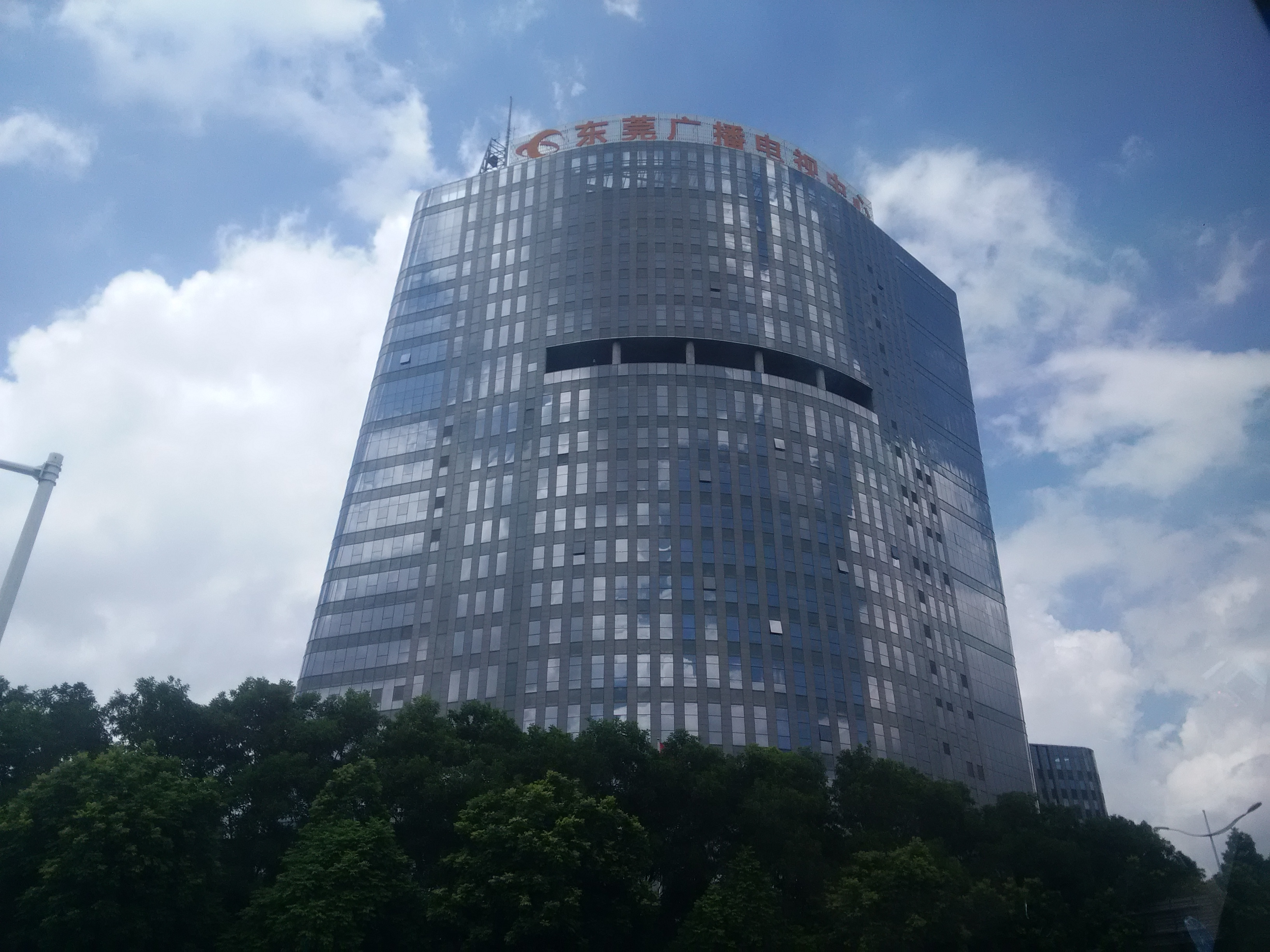
Телерадиоцентр

По итогам 2021 года валовой региональный продукт Дунгуаня увеличился на 8,2 % в годовом исчислении и впервые перешагнул отметку в 1 трлн юаней (157,7 млрд долл. США), что позволило ему войти в Клуб городов-триллионников. Объём внешней торговли города достиг 1,52 трлн юаней, увеличившись на 14,6 % в годовом выражении; добавленная стоимость крупных промышленных предприятий достигла 500,9 млрд юаней, увеличившись на 10,2 % в годовом исчислении; промышленные инвестиции увеличились на 25,3 % в годовом исчислении. Стоимость электромеханических изделий составила более 70 % от общей стоимости экспортной продукции города.
По состоянию на 2024 год каждый пятый смартфон в мире, каждый четвертый аниме-товар и каждый пятый свитер были произведены в Дунгуане; округ ежегодно экспортировал более 500 млн пар обуви и поставлял на мировой рынок около 75 % игрушек. В Дунгуане базировалось 208 крупных предприятий по производству роботов (объем выпуска промышленных роботов составил 22,9 тыс. единиц). В 2024 году местная компания Vivo экспортировала на мировой рынок более 97 млн устройств, заняв четвертое место по объему продаж смартфонов. В новом районе Биньхайвань построен «остров искусственного интеллекта», объединяющий исследования, производство и обработку данных. В 2025 году из-за введения высоких пошлин многие промышленные компании Дунгуаня переориентировали свой экспорт с США на страны Западной Европы, Юго-Восточной и Центральной Азии.
В городе располагаются штаб-квартиры и заводы производителей бытовой и промышленной электроники Luxshare Precision Industry, Fuqiang Electronics и Hengjing Electronic Technology, производителей смартфонов OPPO Electronics и Vivo, производителя бумажной упаковки Nine Dragons Paper, производителя безалкогольных напитков JDB Group, производителя пластиковых изделий Taifu Plastic Products, производителей аккумуляторов Greenway Technology и Poweramp Technology.
Также в Дунгуане имеются промышленные предприятия следующих международных компаний — заводы электроинструментов Techtronic Industries, завод бумажной упаковки Lee & Man Paper, завод дисплеев Samsung Electronics, завод материнских плат Gigabyte Technology, завод копировальной техники Konica Minolta, заводы электронных комплектующих Goertek, Taiyo Yuden, Kyocera, Nexperia, Yageo Electronics, AcBel Polytech, Flextronics, Chicony Electronics, Kinpo Electronics, Delta Electronics, Nidec Sankyo, PC Partner, Molex и Framatome Connectors International (FCI), завод электромоторов Mabuchi Motor, завод оптики Luxottica Tristar Optical, обувные фабрики Yue Yuen Industrial, завод пластырей Henkel, химические заводы LyondellBasell и DuPont, завод телекоммуникационного оборудования Nokia, завод прохладительных напитков Coca-Cola, пищевая фабрика Nestlé.
В Дунгуане расположены научно-исследовательский центр компании Huawei и крупнейший в мире торговый комплекс New South China Mall.

### Производство игрушек и сувениров
Дунгуань является крупным центром производства игрушек и сувениров, на него приходится четверть всей сувенирной продукции по мотивам аниме и мультфильмов в мире и 85 % дизайнерских игрушек Китая. Игрушки из Дунгуаня поставляются в более чем 110 стран и регионов мира, объем их экспорта в 2024 году превысил 23 млрд юаней (3,15 млрд долл. США). В городе работает более 4 тыс. предприятий по производству игрушек и около 1,5 тыс. предприятий смежных отраслей. Поселок Шипай является центром индустрии дизайнерских игрушек с оборотом свыше 10 млрд юаней (1,37 млрд долл. США).

### Энергетика
В районе Хумэнь расположена крупная угольная ТЭС «Шацзяо» (Shajiao Power Station), в районе Ляобу — крупная газовая ТЭС «Чжундянь» (Zhongdian Power Station). Кроме того, в Дунгуане расположены ещё две большие газовые ТЭС — «Чжанъян» (Zhangyang Power Station) и «Хуанэн» (Huaneng Power Station).

### Внешняя торговля
За первые семь месяцев 2021 года внешнеторговый оборот Дунгуаня составил 816,61 млрд юаней (около 126,58 млрд долл. США), увеличившись на 15,6 % в годовом выражении. В частности, импорт Дунгуаня вырос на 11,5 % до 490,33 млрд юаней (около 76 млрд долл. США), а экспорт увеличился на 22,2 % до 326,27 млрд юаней (около 50,57 млрд долл. США).

## Транспорт

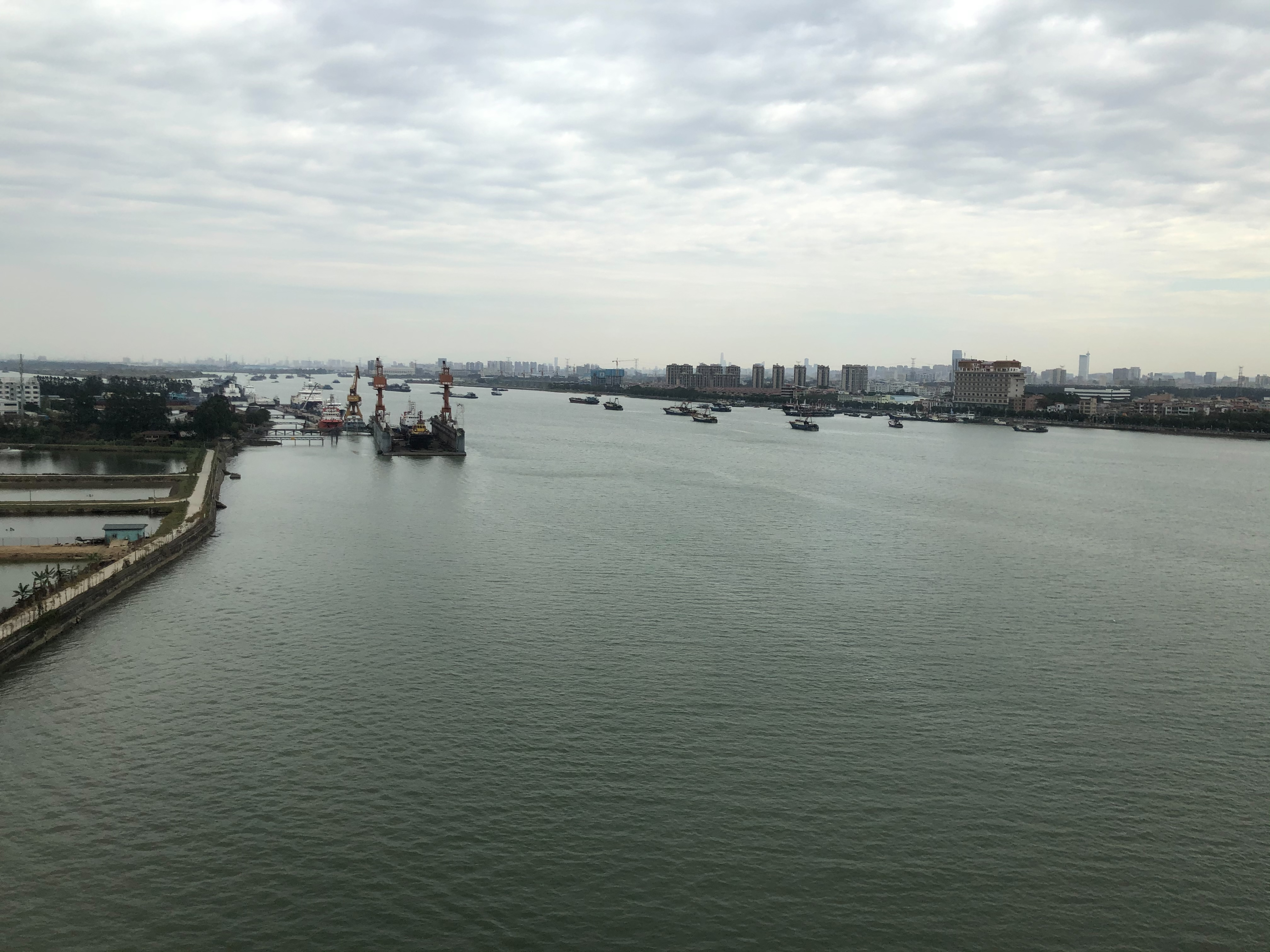
Речной порт

### Водный
Порт Дунгуаня входит в топ-50 крупнейших контейнерных портов мира.

### Рельсовый
Город имеет собственный метрополитен, который открылся 27 мая 2016 года.
Под устьем реки Чжуцзян проложен 13-километровый железнодорожный тоннель Чжуцзянкоу, по которому пролегает скоростная линия Шэньчжэнь — Цзянмынь.

## Галерея

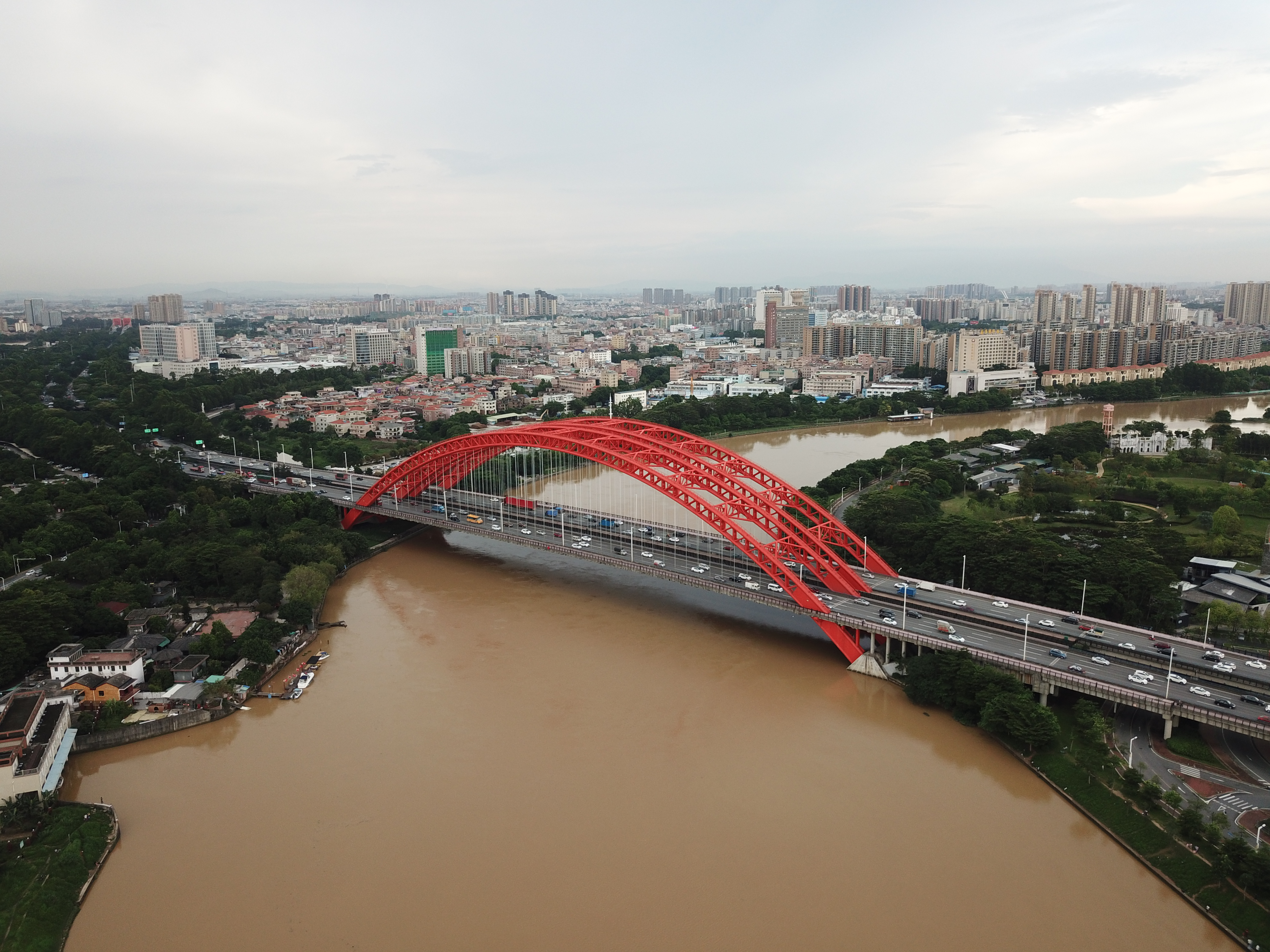
Мост через реку
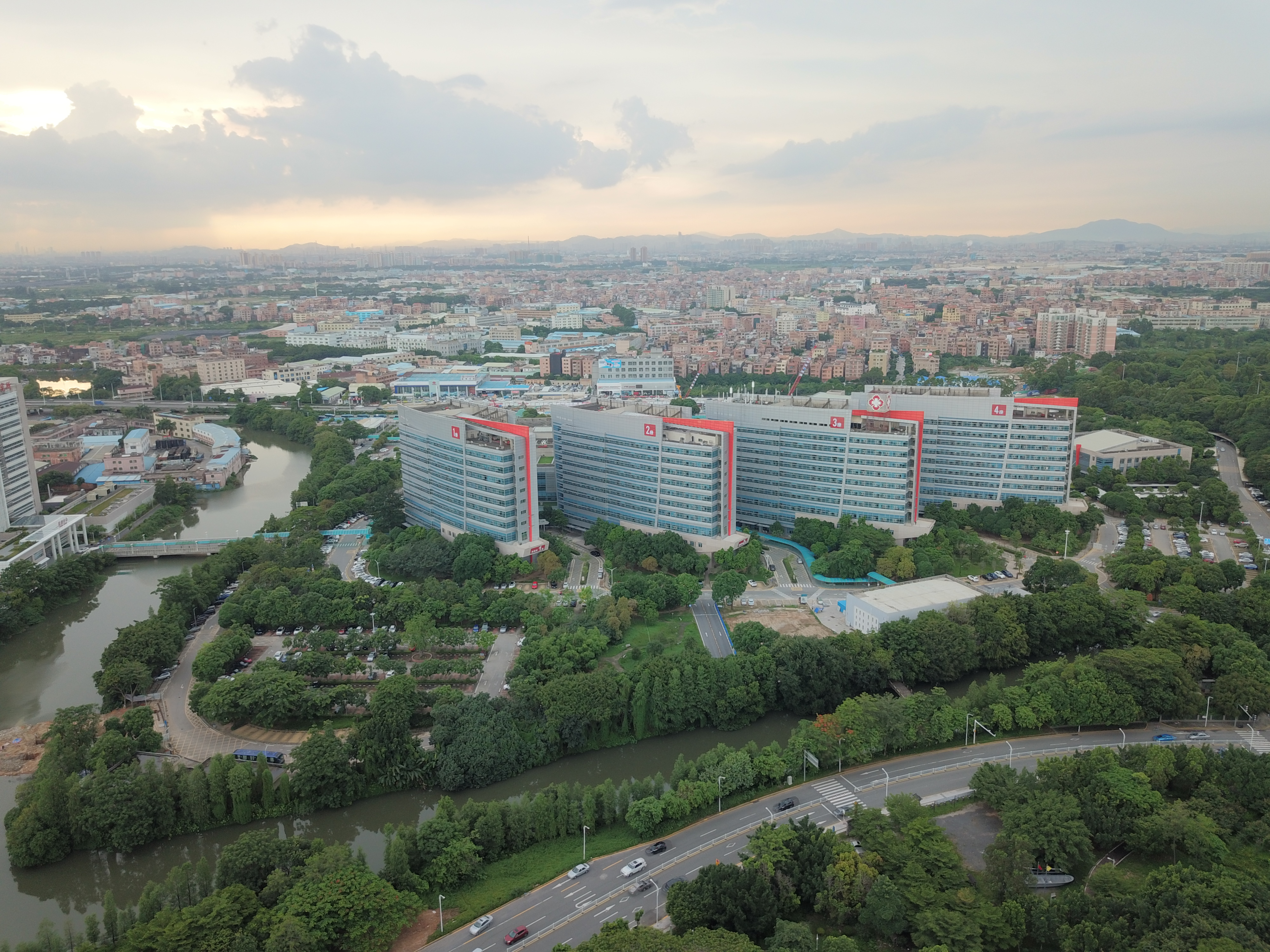
Народная больница Дунгуаня
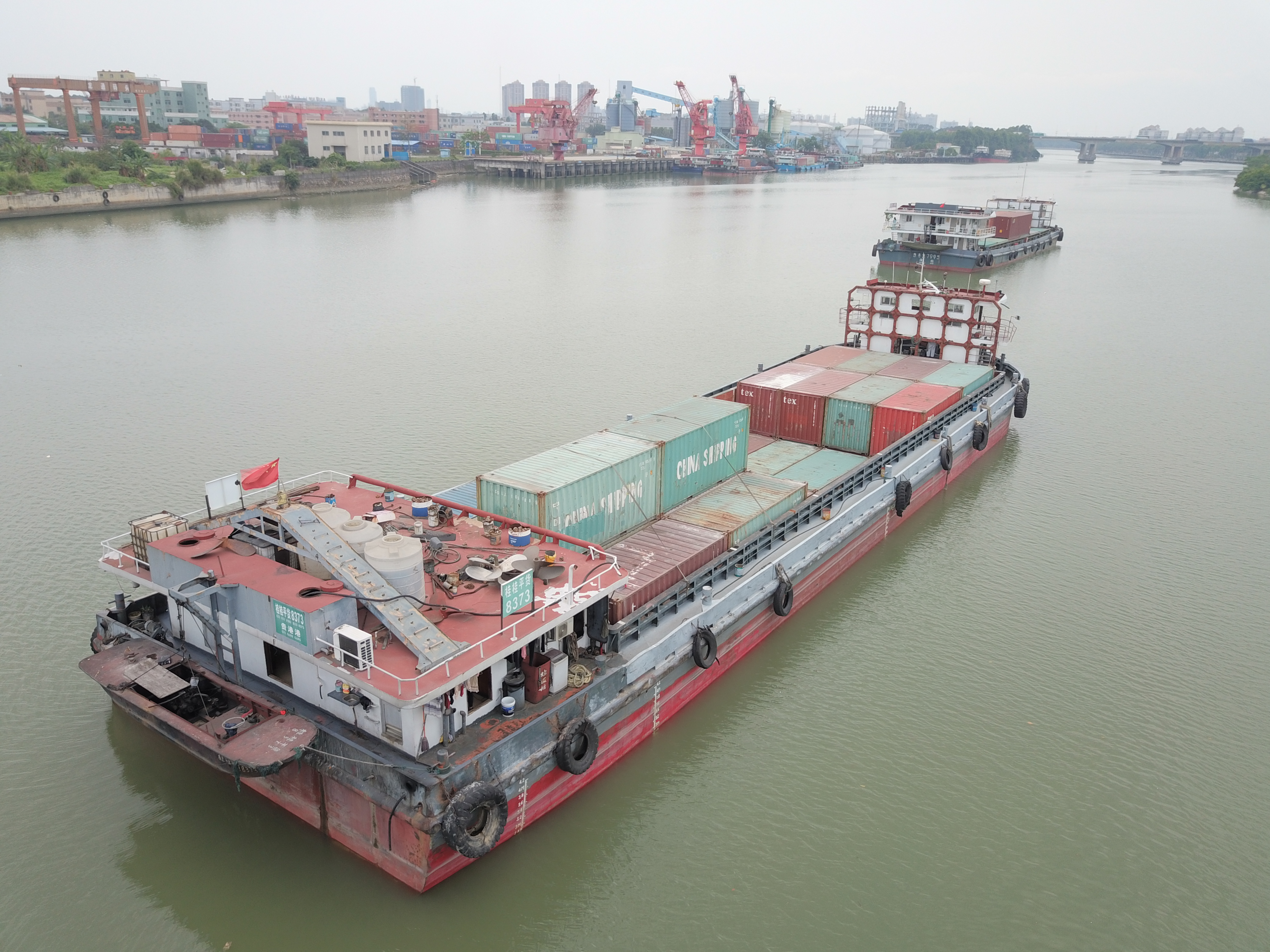
Речной порт
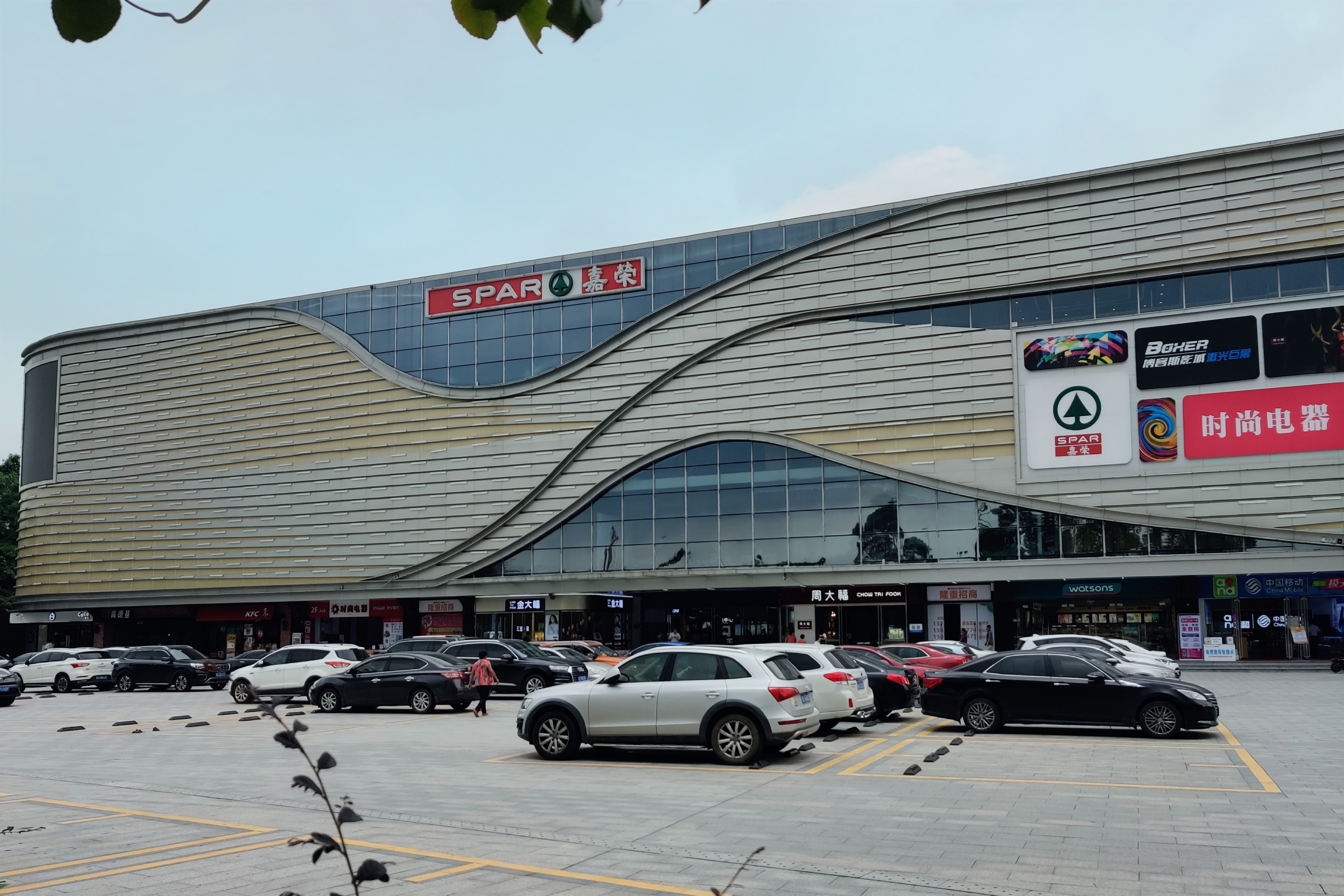
Торговый центр